# Alissa Jung
Alissa Jung (Münster, 30 de junio de 1981) es una actriz alemana. Trabajó principalmente en el campo de la televisión a finales de los años noventa. Entre sus papeles más conocidos incluyen el de Alina Heilmann en la serie de televisión In aller Freundschaft (1998-2001 y 2005), la de Larissa Körner Körner und Köter en la serie de televisión (2002-2003), la de Nelly Heldmann los corazones de telenovela en las nubes (Schmetterlinge im Bauch, 2006-2007) y el de María de Nazaret en la miniserie de televisión del mismo nombre (2012).

## Biografía
Completó sus estudios de secundaria en Leipzig, ciudad de la que su padre, Burkhard Jung, era alcalde.
Durante una actuación en el Teatro de Leipzig fue "descubierta" por los productores de la serie de televisión "In aller Freundschaft" y fue escogida para desempeñar el papel de Alina Heilmann. Representa este papel hasta 2001, a excepción de una breve reaparición en 2005.
Después de dejar el conjunto de "In aller Freundschaft" en 2001, desempeña el papel de Larisa Körner Körner und Köter en la serie de televisión (2002-2003).
Por lo tanto, el protagonista de la telenovela "Corazones en las nubes" (Schmetterlinge im Bauch), donde desde 2006 hasta 2007 desempeñó el papel de Nelly Heldmann.
En 2011, antes de partir hacia Haití por un proyecto humanitario, envía una audición de vídeo con el director James Campiotti y es elegida para desempeñar el papel de María en la miniserie de televisión María de Nazaret.

## Vida privada
Estuvo vinculada románticamente con el presentador de televisión 1999-2007 Ene Hahn, con el que tuvo dos hijos, Julia y Lenius.
Se vincula románticamente con Luca Marinelli, que conoció en el rodaje de la serie de televisión María de Nazaret.

## Filmografía
- In aller Freundschaft (teleserie-2001 y 2005; papel: Alina Heilmann)
- Küss mich, Frosch (telefilme, 2000)
- Besuch aus Bangkok (telefilme, 2001; papel: Melanie Köhlermann)
- Körner und Köter (2002-2003; papel: Larissa Körner)
- SOKO Leipzig, (teleserie, 1 episodio, 2003)
- Colonia Brigada Criminal, (teleserie, 1 episodio, 2003; papel: Nina Hartwig)
- La nostra amica Robbie (Hallo Robbie!, teleserie, 1 episodio, 2004)
- Die Rettungsflieger (teleserie, 1 episodio, 2005)
- Cuori tra le nuvole (Schmetterlinge im Bauch, telenovela, 2006-2007; papel: Nelly Heldmann)
- All'improvviso... Gina (Frühstück mit einer Unbekannten, telefilme, 2007)
- Stolberg (teleserie, 1 episodio, 2007)
- SOKO Wismar (teleserie, 1 episodio, 2007, papel: Ángela Haussmann)
- Im Tal der wilden Rosen (teleserie, 1 episodio, 2008)
- Alerta Cobra(teleserie, 1 episodio, 2008) - papel: Janine Ritter
- Inga Lindström - Hochzeit in Hardingsholm (telefilme, 2008)
- L'isola dell'amore (Griechische Küsse) (telefilme, 2008; papel: Vanessa)
- Guardia costiera (Küstenwache, teleserie, 1 episodio, 2009)
- Tatort (teleserie, 1 episodio, 2010)
- Colonia Brigada Criminal, (teleserie, 1 episodio, 2010; papel: Eva Winter)
- Rosamunde Pilcher: Quando il cuore si spezza (Rosamunde Pilcher - Wenn das Herz zerbricht, film TV, 2010; papel: Jessica Marsh)
- Des Kaisers neue Kleider (film TV, 2010; papel: Maja)
- Viva Berlín! (teleserie, 2010)
- Belle e gemelle (Im Brautkleid meiner Schwester) - film TV, dirigida por Florian Froschmayer (2012) - papel: Sina/Sophie
- María de Nazareth, Rai 1 (miniteleserie, 2012; papel: María), dirigida por Giacomo Campiotti
- Alerta Cobra- teleserie, 1 episodio (2014) - papel: Leonie Godes